# 哈默巴赫河 (迪默爾河支流)
51°31′7.6″N 9°1′9.2″E / 51.518778°N 9.019222°E
哈默巴赫河（德語：Hammerbach），是德國的河流，位於該國西部，處於北萊茵-威斯特法倫州，屬於迪默爾河的左支流，河道全長7.2公里，發源自瓦爾堡西北面3公里。